# 罗茶罗乍
羅茶羅乍一世，出生時姓名Arunmozhi Thevar（或稱Raja Kesari Varman Raja Raja Devar，敬稱Peruvudaiyar），一般叫大羅茶羅乍，印度淡米爾族的注辇国最傑出的帝王之一，他在公元985年到1014年間御宇近30年。羅茶羅乍在征服南印諸國之後，注輦國包含了南方的斯里蘭卡，東北的羯陵伽。他和北邊的遮娄其王朝以及南邊的潘地亞交兵數次。
在征服了位於哥達瓦里河流域的文耆王國（Vengi）之後，羅茶羅乍遂得以奠定晚期朱羅王朝的基礎。羅茶羅乍入侵了斯里蘭卡，並開始了對這個國家一個世紀的佔領。
通過將國家分割成若干地區，並系統化地丈量土地來標准化稅收，羅茶羅乍精簡了行政體制。作為濕婆的虔誠的信徒，羅茶羅乍在坦賈武爾興建了宏偉的布里哈迪希瓦拉神庙並通過神廟向他的臣民分配財富。羅茶羅乍的成功使得繼任者拉真陀罗一世能再開疆拓土下去。

## 入華使節
1015年宋真宗大中祥符八年，注辇王罗茶罗乍，遣使朝贡。
| 前任： Uttama Chola | 罗茶罗乍一世 985–1014 | 繼任： 拉真陀羅一世 |